# Agyrtiola niepelti
Agyrtiola niepelti är en fjärilsart som beskrevs av M.Gaede 1926. Agyrtiola niepelti ingår i släktet Agyrtiola och familjen björnspinnare. Inga underarter finns listade i Catalogue of Life.